# Roter Rain (Külsheim)
Roter Rain ist ein Wohnplatz auf der Gemarkung der Stadt Külsheim im Main-Tauber-Kreis im fränkisch geprägten Nordosten Baden-Württembergs.

## Geographie
Der Wohnplatz befindet sich nordnordwestlich von Külsheim und ist über die gleichnamige Straße Roter Rain zu erreichen.

## Geschichte

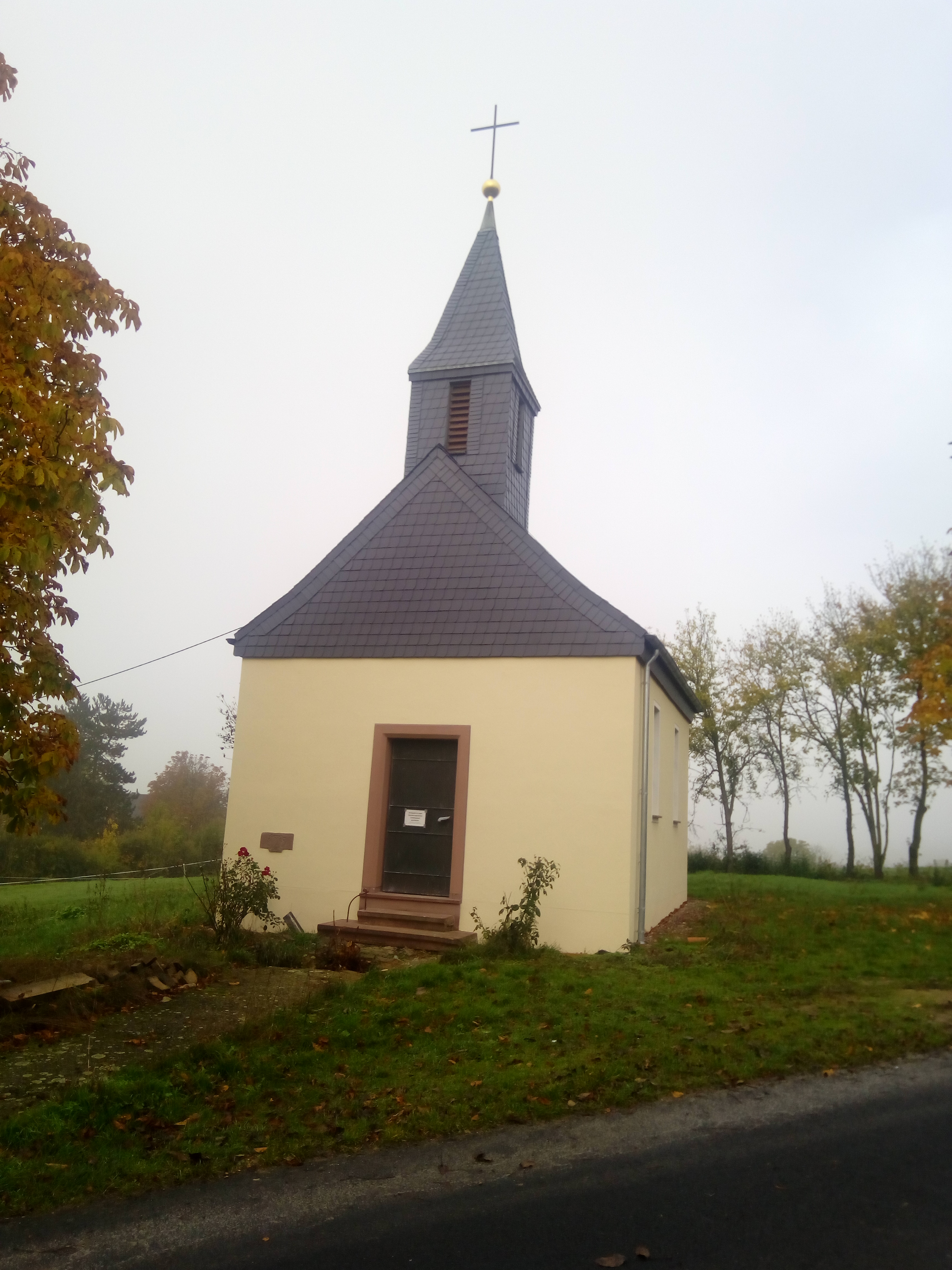
Kapelle am Roten Rain (ehemalige Wolferstetter Kapelle)

Im Jahre 1973 wurde im aufgegebenen Weiler Wolferstetten bei Külsheim eine Kapelle Stein für Stein abgetragen und am Wohnplatz Roter Rain originalgetreu wiederaufgebaut. In der Kapelle befinden sich heute wieder zwei Nachbildungen der bekannten Leuchterengel von Tilman Riemenschneider. Die Originale dieser Engel wurden am 22. März 1912 durch die Wolferstetter Hofbauern verkauft.

## Kleindenkmale
Am Wohnplatz befinden sich folgende Kleindenkmale:
- Kleindenkmal Nr. 09 (Külsheim): Bildstock. Bei den Aussiedlerhöfen am "Roten Rain" steht der Bildstock von 1575. Er ist aus einem Stück.
- Kleindenkmal Nr. 62 (Külsheim): Kapelle am Roten Rain. Wegkapelle. Die Kapelle wurde am 11. August 1974 von Pfarrer E. Landwehr eingeweiht. An der Vorderfront ist ein Stein mit der Jahreszahl 1764 von der ehemaligen Wolferstetter Kapelle eingemauert.
- Kleindenkmal Nr. 65 (Külsheim): Bildstock. Einen Bildstock hat die Familie Berthold Väth vor ihrem Haus am Roten Rain aufrichten lassen. Es ist eine Maria mit Kind. Der Bildstock wurde am 2. Oktober 1988 durch Pfarrer Sack eingeweiht. Inschrift: MATER HABEBIT CURAM. B.VÄTH ANNO 1988.